# Yangon Stock Exchange
La Yangon Stock Exchange (YSX) è la principale borsa valori del Myanmar, situata nella città di Rangoon.
Il 23 dicembre 2014, due aziende giapponesi, Daiwa Institute of Research, il ramo di ricerca di Daiwa Securities Group e Japan Exchange Group, hanno costituito una joint venture con la statale Myanma Economic Bank, per istituire questa borsa valori. La società di joint venture, Yangon Stock Exchange-Joint Venture Limited, aveva un capitale circolante di 31 milioni di dollari americani. La Securities and Exchange Commission ha selezionato Kanbawza Bank come banca di regolamento di YSX.